# Eupithecia ferghanata
Eupithecia ferghanata là một loài bướm đêm trong họ Geometridae.